# Nummer 1-hits in de Billboard Hot 100 in 1991
Deze hits stonden in 1991 op nummer 1 in de Billboard Hot 100.
| Datum        | Artiest                                          | Titel                                      |
| ------------ | ------------------------------------------------ | ------------------------------------------ |
| 5 januari    | Madonna                                          | Justify my love                            |
| 12 januari   | Madonna                                          | Justify my love                            |
| 19 januari   | Janet Jackson                                    | Love will never do (without you)           |
| 26 januari   | Surface                                          | The first time                             |
| 2 februari   | Surface                                          | The first time                             |
| 9 februari   | C&C Music Factory & Freedom Williams             | Gonna make you sweat (Everybody dance now) |
| 16 februari  | C&C Music Factory & Freedom Williams             | Gonna make you sweat (Everybody dance now) |
| 23 februari  | Whitney Houston                                  | All the man that I need                    |
| 2 maart      | Whitney Houston                                  | All the man that I need                    |
| 9 maart      | Mariah Carey                                     | Someday                                    |
| 16 maart     | Mariah Carey                                     | Someday                                    |
| 23 maart     | Timmy T                                          | One more try                               |
| 30 maart     | Gloria Estefan                                   | Coming out of the dark                     |
| 6 april      | Gloria Estefan                                   | Coming out of the dark                     |
| 13 april     | Londonbeat                                       | I've been thinking about you               |
| 20 april     | Wilson Phillips                                  | You're in love                             |
| 27 april     | Amy Grant                                        | Baby baby                                  |
| 4 mei        | Amy Grant                                        | Baby baby                                  |
| 11 mei       | Roxette                                          | Joyride                                    |
| 18 mei       | Hi-Five                                          | I like the way (The kissing game)          |
| 25 mei       | Mariah Carey                                     | I don't wanna cry                          |
| 1 juni       | Mariah Carey                                     | I don't wanna cry                          |
| 8 juni       | Extreme                                          | More than words                            |
| 15 juni      | Paula Abdul                                      | Rush rush                                  |
| 22 juni      | Paula Abdul                                      | Rush rush                                  |
| 29 juni      | Paula Abdul                                      | Rush rush                                  |
| 6 juli       | Paula Abdul                                      | Rush rush                                  |
| 13 juli      | Paula Abdul                                      | Rush rush                                  |
| 20 juli      | EMF                                              | Unbelievable                               |
| 27 juli      | Bryan Adams                                      | (Everything I do) I do it for you          |
| 3 augustus   | Bryan Adams                                      | (Everything I do) I do it for you          |
| 10 augustus  | Bryan Adams                                      | (Everything I do) I do it for you          |
| 17 augustus  | Bryan Adams                                      | (Everything I do) I do it for you          |
| 24 augustus  | Bryan Adams                                      | (Everything I do) I do it for you          |
| 31 augustus  | Bryan Adams                                      | (Everything I do) I do it for you          |
| 7 september  | Bryan Adams                                      | (Everything I do) I do it for you          |
| 14 september | Paula Abdul                                      | The promise of a new day                   |
| 21 september | Color Me Badd                                    | I adore mi amor                            |
| 28 september | Color Me Badd                                    | I adore mi amor                            |
| 5 oktober    | Marky Mark & the Funky Bunch & Loleatta Holloway | Good vibrations                            |
| 12 oktober   | Mariah Carey                                     | Emotions                                   |
| 19 oktober   | Mariah Carey                                     | Emotions                                   |
| 26 oktober   | Mariah Carey                                     | Emotions                                   |
| 2 november   | Karyn White                                      | Romantic                                   |
| 9 november   | Prince & The New Power Generation                | Cream                                      |
| 16 november  | Prince & The New Power Generation                | Cream                                      |
| 23 november  | Michael Bolton                                   | When a man loves a woman                   |
| 30 november  | P.M. Dawn                                        | Set adrift on memory bliss                 |
| 7 december   | Michael Jackson                                  | Black or white                             |
| 14 december  | Michael Jackson                                  | Black or white                             |
| 21 december  | Michael Jackson                                  | Black or white                             |
| 28 december  | Michael Jackson                                  | Black or white                             |

1940 ·
1941 · 
1942 ·
1943 ·
1944 ·
1945 ·
1946 ·
1947 ·
1948 ·
1949 ·
1950 ·
1951 ·
1952 ·
1953 ·
1954 ·
1955 ·
1956 ·
1957 ·
1958 ·
1959 ·
1960 ·
1961 ·
1962 ·
1963 ·
1964 ·
1965 ·
1966 ·
1967 ·
1968 ·
1969 ·
1970 ·
1971 ·
1972 ·
1973 ·
1974 ·
1975 ·
1976 ·
1977 ·
1978 ·
1979 ·
1980 ·
1981 ·
1982 ·
1983 ·
1984 ·
1985 ·
1986 ·
1987 ·
1988 ·
1989 ·
1990 ·
1991 ·
1992 ·
1993 ·
1994 ·
1995 ·
1996 ·
1997 ·
1998 ·
1999 ·
2000 ·
2001 ·
2002 ·
2003 ·
2004 ·
2005 ·
2006 ·
2007 ·
2008 ·
2009 ·
2010 ·
2011 ·
2012 ·
2013 ·
2014 ·
2015 ·
2016 ·
2017 ·
2018 ·
2019 ·
2020 ·
2021 ·
2022 ·
2023
- Nederland (Top 40)
- Nederland (Single Top 100)
- Vlaanderen (Radio 2 Top 30)
- Australië
- Duitsland
- Frankrijk
- Italië
- Verenigd Koninkrijk
- Verenigde Staten (Hot 100)